# Сулимы (Роменский район)
Сулимы (укр. Сулими) — село,
Сулимовский сельский совет,
Роменский район,
Сумская область,
Украина.
Код КОАТУУ — 5924189101. Население по переписи 2001 года составляло 488 человек .
Является административным центром Сулимовского сельского совета, в который, кроме того, входит село
Коновалы.

## Географическое положение
Село Сулимы находится на берегу реки Бишкинь, недалеко от её истоков, 
ниже по течению на расстоянии в 4,5 км расположено село Смелое.
На расстоянии до 2-х км расположены сёла Коновалы и Дзеркалька.
Рядом проходит автомобильная дорога Т-1907.

## История
- Село Сулимы известно с 1670 года.

## Экономика
- Молочно-товарная и свинотоварная фермы (разрушены).
- ООО «им. 1-го Мая».

## Объекты социальной сферы
- Школа І–ІІ ст.